# William A. Moody
William Alvin „Bill“ Moody (* 10. April 1954 in Mobile, Alabama; † 5. März 2013 ebenda) war ein US-amerikanischer Wrestler und Wrestling-Manager. Bekannt wurde er vor allem unter dem Ringnamen Paul Bearer als Manager des Undertakers. Der Name Paul Bearer ist eine Verballhornung des englischen Wortes pallbearer, welches einen Sargträger bei Beerdigungen bezeichnet.
Vor seiner Karriere im Wrestling arbeitete Moody in einem Bestattungsinstitut. Diese Tatsache sollte in der späteren Karriere im Wrestlingbusiness aufgegriffen werden.

## Karriere

### Anfänge in der National Wrestling Alliance und Independentszene
Nach dem Abschluss der High School diente Moody vier Jahre bei der United States Air Force.
Moody debütierte im Juni 1974 bei Central States Wrestling, einem Affiliate der National Wrestling Alliance, als „Mr. X“. Danach trat er unter anderen Namen bei Independent Promotions auf. Da er erkannt hatte, dass seine wahren Qualitäten außerhalb des Ringes lagen, beendete Moody bereits nach drei Jahren seine aktive Wrestlerkarriere und trat am 10. April 1978 zum ersten Mal als Manager auf. Meist tat er dies unter dem Namen Percy Pringle III, den er auch später noch verwendete.
Nachdem er sich 1979 für mehrere Jahre aus dem Wrestlingbusiness zurückgezogen hatte, kehrte er 1984 wieder als Percy Pringle III zurück. Moody trat bei einigen Ligen auf (z. B. Championship Wrestling From Florida, World Class Championship Wrestling oder United States Wrestling Association), unter anderem als Manager von Rick Rude, Lex Luger und Dingo Warrior.

### World Wrestling Federation und NWA Total Nonstop Action Wrestling

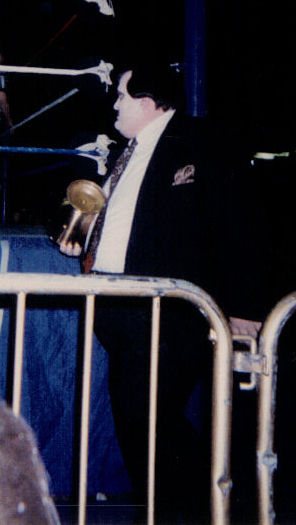
William A. Moody im typischen „Paul Bearer“-Gimmick (1996)

Am 22. Dezember 1990 kam Moody in die damalige World Wrestling Federation. Hier wurde das Gimmick Paul Bearer geschaffen. 
Er trat vor allem als Manager von Kane, Vader, Mankind und The Undertaker auf.
Am 14. Oktober 2002 verließ Moody die WWF und hatte mit gesundheitlichen Problemen zu kämpfen, während derer er auf fast 240 kg Körpergewicht kam. Zwischenzeitlich trat er kurzfristig bei NWA Total Nonstop Action auf.

### World Wrestling Entertainment und erneute Einbindung in die Independentszene
Am 3. Oktober 2003 kehrte Moody nach einer Magen-Bypass-OP als Manager für einige Fehden zur WWE zurück. Am 27. Juni 2004 beim Great American Bash wurde Moody wieder per Storyline aus dem Programm der WWE geschrieben.
Anschließend arbeitete Moody als Berater für die WWE.
Zudem war er von 2005 bis zur Schließung im Jahr 2007 Besitzer und Präsident von Gulf South Wrestling. Er war auch Bestattungsunternehmer in Mobile.
Bei der Aufzeichnung von WWE Friday Night SmackDown! am 21. September 2010 (US-Ausstrahlung: 24. September) trat Moody nach über sechs Jahren wieder bei einer WWE-Show auf. Er wurde kurzzeitig in Fehdenprogramme zwischen Kane und The Undertaker eingebunden. Zunächst stand er auf der Seite des Undertakers, im Verlauf der Fehde wechselte er zu Kane über. Danach wurde er mit in die Fehde Kanes gegen Edge eingebunden, bevor er die WWE wieder verließ.
Seit Anfang des Jahres 2011 trat Moody erneut als Manager Percy Pringle III auf. Er war der Ringbegleiter von Shaun Ricker bei NWA Hollywood.
Im Mai 2011 wurde bekannt, dass er bei der WWE einen Legendenvertrag über fünf Jahre unterschrieben hat. Damit durfte Moody in seinem Gimmick auch bei Shows und Ligen auftreten, die nicht im TV ausgestrahlt wurden bzw. die nicht zum WWE-Universum gehörten.

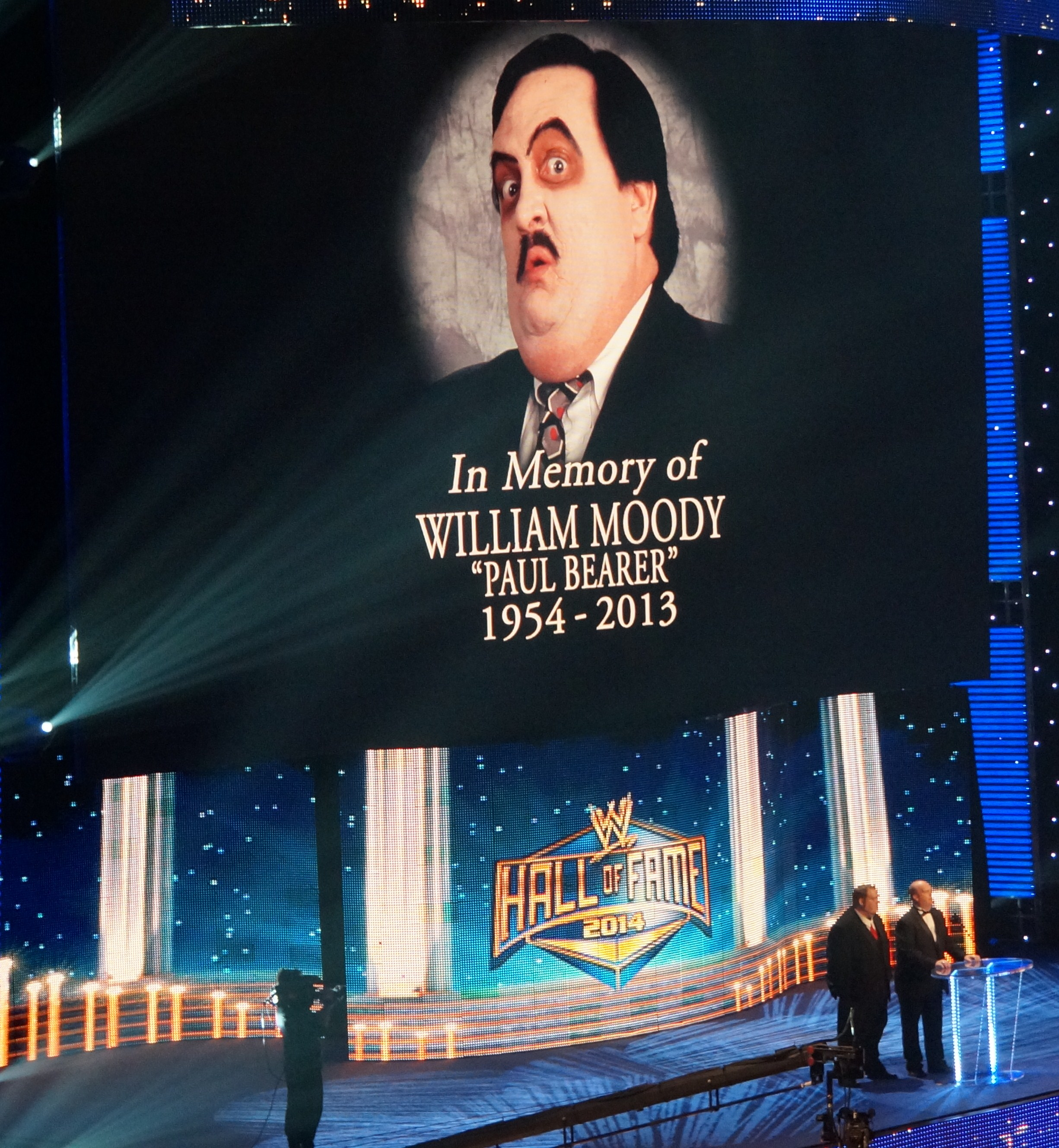
Aufnahme in die Hall of Fame (2014)

Am 5. April 2014 wurde Moody, der durch seine Söhne repräsentiert wurde, in die WWE Hall of Fame aufgenommen. Die Laudatio hielt sein ehemaliger „Schützling“ Glenn Jacobs alias Kane.

## Privatleben
Moody war verheiratet und hat zwei Söhne. Seine Frau starb am 31. Januar 2009. Mit seinem jüngsten Sohn lebte er in einem gemeinsamen Haushalt in Mobile. 
Am 5. März 2013 starb William A. Moody im Alter von 58 Jahren infolge einer Herzinsuffizienz an einem Herzinfarkt.

## Filme
- The Mortician: The Story of Paul Bearer (2020) – WWE Network[5]